# Daniele Oppi
Daniele Oppi (Milano, 9 febbraio 1932 – Milano, 25 febbraio 2006) è stato un pittore e pubblicitario italiano.

## Biografia
Nasce nel 1932 a Milano in via Carlo Tenca, il padre Giuseppe, cugino di Ubaldo, era bolognese e la madre, Lina Marchionni, valtellinese. Del 1946 sono le prime vedute a china ed acquerello della Valtellina, dove trascorreva le estati. Dopo essersi formato nella ditta paterna, la Giuseppe Oppi decalcomanie di Milano, nel 1954 inizia l'impegno nel settore pubblicitario e nel 1956 fonda, nel capoluogo lombardo, l'agenzia Dany Pubblicità. È sua l'invenzione del nome "Lambretta" per lo scooter di casa Innocenti, così chiamato poiché prodotto nelle vicinanze del fiume Lambro. Idea anche la nota linea Chicco per l'Artsana, e disegna l'ago Pic Indolor. Lancia in Italia il mercato delle gomme da masticare di marca Perfetti, mutando le palline in un formato a lastrina che avrà enorme successo, trascinato anche dallo slogan "Brooklyn, la gomma del ponte". A lui si deve anche la nascita del mercato della Grappa come liquore nobile, grazie al lavoro fatto per Lazarito Bocchino.
Nel 1968 abbandona quasi del tutto il proprio lavoro di comunicatore pubblicitario e prepara la sua avventura americana.

Daniele Oppi, 1988

Nel 1969 si trasferisce a New York con la compagna Franca Stangherlin e vive dell'opera di pittore. Riconoscimenti gli vengono tributati dal notevole successo delle mostre personali (in particolare Caravan House of East and West) e dalla critica d'oltre oceano. A New York conosce anche Rauschenberg e Jasper Johns nella "Factory" di Andy Warhol e diversi musicisti tra cui Thelonious Monk e Elvin Jones. Nel 1970 è a San Paolo in Brasile dove espone alla galleria Cosme Velho, riscuotendo altri importanti riconoscimenti (il governatore di San Paolo acquisterà un'opera), altre opere sono state acquisite dal Museo di Arte Moderna MAM di San Paolo, da Ciccillo Matarazzo e da altri collezionisti.
Alla fine del 1970 ritorna in Italia, alla Cascina del Guado in Robecchetto con Induno (Milano), nel Parco del Ticino, dove dà vita alla "Comune del Guado" da cui nascerà, nel 1973, la Cooperativa "Il Guado" con la collaborazione, tra gli altri, di Paolo Suman, Stefano Pizzi, Luigi Di Corato, Leonardo Capano, David Maria Turoldo, Giancarlo Gragnani e Max Capa; fra le iniziative di questo periodo si ricorda la nascita di circa ottanta testate di giornali comunali. 
Negli anni '80 riprende l'attività di comunicatore ed è consulente della Bognanco acque minerali e poi presidente dell'Associazione Italiana Termalismo; in questa veste cerca di promuovere la rinascita dei siti termali nazionali curando, tra l'altro, per l'Editoriale Domus di Mazzocchi, la rivista Tuttoterme. 
Nel 1991, con sede alla Cascina del Guado, fonda la "Cooperativa Raccolto" con Emilio Tadini, Giorgio Seveso, Massimo Silvano Galli, Ernesto Treccani, Marco Viggi, Paolo Baratella, Gianfranco Baruchello, Luigi Granetto, Rino Crivelli, Vincenzo Ognibene, Gianfranco Draghi, Rossana Bossaglia, Franco Manzoni, Emilio Gramegna, Mario Spinella, Aldo Coccino, Michele Stasi, Luciano Calini ed altri esponenti della cultura e dell'Arte. Dalla metà degli anni '90 ha collaborato con la Società Umanitaria di Milano per la iniziative culturali e di comunicazione.
Sue opere sono in alcune tra le più attente collezioni private e pubbliche in Italia, USA, Brasile, Svizzera, Spagna, Germania e Repubblica Popolare Cinese.
Un suo grande dipinto su tela ("Problemi di Milano") è stato donato alla Società Umanitaria ed è visibile nel foyer del Salone degli Affreschi dello storico Ente milanese. Le attività sociali, culturali e artistiche del Guado (ispirate alle idealità della "Comune del Guado") non si sono mai interrotte e proseguono con Francesco Oppi e la madre Franca Stangherlin anche attraverso l'Associazione culturale "La Corrente del Guado".
È morto a Milano il 25 Febbraio 2006 ed è stato sepolto nel cimitero di Malvaglio.
Il 4 Dicembre 2024 è morta Franca Stangherlin, sua moglie. Il funerale è stato celebrato ad Inveruno.

## Premi e onorificenze
- 1949 - Primo Premio di pittura Gioventù Studentesca. Commissione giudicatrice: Costantino Baroni, Leonardo Borgese, Aldo Carpi, Eva Tea, Luciano Miori, Padre David Maria Turoldo.
- 2002 - Medaglia d'Oro di Civica Benemerenza del Comune di Milano Ambrogino d'oro.

## Principali mostre personali
- 1949 "da Ettorino", Milano (con Umberto Sgarzi)
- 1966 Palazzo Trivulzio, Milano
- 1969 Caravan House Gallery, New York - U.S.A.
- 1969 High Point Galleries, Lenox Mass. - U.S.A.
- 1969 Staten Island University, New York - U.S.A.
- 1969 Horace Mann School - U.S.A.
- 1970 Cosme Velho, San Paolo - Brasile
- 1970 Caravan House Gallery, New York - U.S.A.
- 1970 Capricorn Gallery, New York - U.S.A.
- 1970 Galleria La Loggetta, Castiglioncello (LI)
- 1971 Galleria La Lanterna, Alessandria
- 1971 Galleria Angolare, Milano
- 1971 Galleria I Volsci, Roma
- 1971 Galleria Il Subbio, Rho (MI)
- 1972 Galleria dello Scudo, Verona
- 1972 Galleria del Barba, Castellanza (VA)
- 1973 "Morte di una Galleria d'arte" - La Loggetta, Castiglioncello - (LI)
- 1976 Comune di Pessano con Bornago (MI)
- 1976 Comune di Sedriano (MI)
- 1978 Galleria Il Caravaggio, Porto Ercole (GR)
- 1978 Caravan House Gallery, New York - U.S.A.
- 1978 Villa comunale "La Favorita", Corbetta (MI)
- 1978 Villa Resta, Vittuone (MI) (antologica)
- 1978 Istituto Italiano di Cultura N.Y. (mostre itineranti U.S.A.)
- 1979 Sala Civica, Somma Lombardo (VA)
- 1979 Galleria Il Salotto, Como
- 1980 Expo Arte (l'Agrifoglio), Bari
- 1980 Galleria L'Agrifoglio, Milano
- 1981 Galleria La Linea, Roma
- 1987 "Agonia di una mostra" - Chiostri di S.Caterina, Finale Ligure (SV)
- 1990 "Artinteatronuovo" Foyer del Teatro Nuovo - Milano
- 1991 "Prime opere giovanili per Venezia" - Galleria Solo Arte, Venezia
- 1992 Caffè Letterario Giubbe Rosse, Firenze
- 1994 “Usciamo dalla catastrofe” - Dissemination, Milano
- 1997 "Antologica di 100 opere" Palazzo Arese, Robecchetto (MI)
- 1999 “Questione di punti di vista” - Teatro Comunale, Moncalvo (AT)
- 2000 “Nel segno dei Chiostri” - Società Umanitaria, Milano
- 2001 "Oppi surrealista, gli esordi, 1947-1970". Spazio Bocca in Galleria, Milano.
- 2002 “Daniele Oppi. Carte segrete a New York, 1967-1978”. Le Segrete di Bocca, Milano.
- 2002 "Daniele Oppi accompagnato da Giancarlo Colli e Alessandro Negri" - Premià de Dalt (Barcellona - Spagna)
- 2002 “Anteprima Antefatti”, Arengario, Monza
- 2003 “Quaestio de aqua et terra”, Mulino Vecchio di Bellinzago (NO)
- 2006 "Paisajes de l'animo obras 1980-2005", Museo di Premià de Dalt, Barcellona (postuma)

## Opere

### Pubblicità
- Ago Pic Indolor (concetto, modello, marchio per Artsana)
- Barone Tino Ruggi (creazione e interpretazione personaggio per Dupont de Nemours)
- Bognanco (marchio, slogan)
- Grappa Bocchino (concetto, fiasca, marchio)
- Perfetti, Brooklyn, "la gomma del ponte" (nome, immagine, marchio, slogan, video)
- Chicco (nome, linea, marchio per Artsana)
- Isolabella (concetto delle erbe)
- Lambretta (nome)
- Grappa Libarna Inga Gambarotta (nome, design bottiglia e tappo/bicchiere)
- Selezione di Tecnica Radio TV (testata editoriale)
- Zucchi (logo)

### Politica e società
- Fondatore della Comune del Guado (1969-1973)
- Creatore di circa cento testate di giornali comunali (1973-1979)
- Presidente delle terme italiane (1980-1987 ca.)
- Con il figlio Francesco, animatore della rinascita dello storico "Bollettino" della Società Umanitaria, "Il Foglio dell'Umanitaria" (presidente Massimo della Campa - 1995)
- Animatore, con il Raccolto, de "I Democratici" (con Formenton - 1992)
- Inventore del progetto "Le Porte di Milano" realizzato per la Provincia di Milano (2002 ca.)

## Critica
(...) Per nostro contro faremo solo pochi nomi: Anna Corradeschi, Franco Bignotti, Pier Federico Leone, Ezio Fiocchi, Sergio Ferrario, Augusto Lodi, Carlo Pulvirenti, Gilberto Borghi, Ettore Proserpio. E Daniele Oppi, il quale con La Fiera, I due bevitori, Ragazza allo specchio, Carro funebre, Una via di Milano e con vari altri pezzi a colori o in bianco e nero prova di avere molta e niente affatto gratuita fantasia e una straordinaria forza nel rappresentare pittoricamente.(...)
Leonardo Borgese, Corriere della Sera - 1949
(...) tutt'altro che effimero e presuntuoso istinto di questo semi-esordiente, il quale non ha nulla né del primitivo, né tantomeno, dell'infantile; ma che rischia di interessare per quanto, anche tra qualche non sospetta acerbità, ci comunica d'una sua più che evidente sensibilità inventiva ed espressiva. Ce ne dobbiamo compiacere? Direi di sì dato che non abbia smanie di arrivare, o se non si fida troppo delle sue stesse buone qualità: insomma se capisce da sé che certe tappe, specie quando si raggiungono così presto, valgono solo se si è capaci di superarle.(...)
Ugo Nebbia, Il Tempo di Milano - 1950
(...) Forse a causa dei legami con la tradizione pittorica italiana, quest'opera quasi freudiana è calma e disciplinata, oggetti con i quali si può vivere, potenze di notti selvagge dominate dal poeta, dall'artista creatore della gioia visuale..(...)
W.D. Allen, Arts Magazine NY - 1969
(...) Oppi dipinge seguendo gli impulsi di una fantasia fervida, favorita da una mano abile e ubbidiente, che si muove sulla superficie del quadro con sicurezza e vigore.
Sotto certi aspetti è un visionario, ma sotto altri si può intuire che la sua visionarietà scaturisce da una persuasione intellettuale.(...)
Mario De Micheli, marzo - 1969
(...) La chiamerei, in molti casi, una pittura psichedelica. L'artista cerca di capire le forze che ci agitano dentro, e da questa ricerca nascono i suoi “ritratti” che sono composizioni esteticamente piacevoli e di forte incisività.
La cultura gli è di grande sostegno. La sua arte indica come Oppi sia ricco del passato culturale italiano, della tradizione classica e in specie veneziana, acquisita studiando nella città lagunare. (...).
Mario Albertazzi, Il Progresso italoamericano NY - 1970
(...) nei suoi quadri, maturati nella meditazione sottile di problemi che evadono dal puro campo pittorico, questo urto appare fragoroso. L'artista non si rassegna all'accettazione di un mondo disumano, dove il mito della macchina sovrasta paesaggi che sembrano svolti da colossali catene di montaggio: così richiama nella sua pittura, grazie a una mano “abile e ubbidiente”, gli elementi eterni del vivere, primo fra tutti l'amore (...).
Curzia Ferrari, La Fiera Letteraria - 1971
(...) Sebbene suggeriscano paesaggi soprannaturali di immagini relative sia alla tecnologia che alla anatomia dove figure simili a robot sono intrappolate tra cascate e vortici, l'effetto globale non è un incubo, come si potrebbe immaginare. Le emozioni dell'artista sembrano essere totalmente sotto il suo dominio.(...)
Dorothy Hall, Park East NY 1978
(...) Quella che potrebbe apparire un'accidentalità stilistica (ma alle spalle di Oppi si intravedono modelli precisi, da un certo fiammeggiante linearismo gotico filtrato dal simbolismo fino all'organicità di Max Ernst) si muta per proiezione psicologica in “accidentalità“ della condizione umana. Il suo racconto pare fondarsi sul proposito di stimolare l'immaginazione, la propria e l'altrui, provocando uno sconto fra oggetti e/o figure in qualche modo familiari calati in una ambiguità mobile e oggetti e/o figure indefinibili dati con l'ausilio di un titolo ragionato come se fossero indiscutibilmente esatti. Appare perciò del tutto appropriato che un albero si trovi al di là e al di qua della finestra dalla quale è osservato, che con dirottamento spaziale e temporale Garcia Lorca incontri Cagliostro nel castello di S. Leo, o che pressato una titolazione suggestiva “Ciò che accade“ sulle due rive di un corso d'acqua attenga indifferentemente alle raffinatezze della dinastia T'ang; alla semplicità agreste di un fiume lombardo invasa da atmosfere livide da Loch Ness. Tutto è depistato altrove e ricondotto a uno stesso punto, proliferando il significato in situazioni proiettive, associative, tanto libere e instabili quanto, alla fine, rigorosissime. Ogni metaforica “fuga per corruzione“ è anche e sempre una condizione d'assedio.(...)
Roberto Sanesi, Spazio delle cose - 1980
(...) tele in cui un pacato sentimento della realtà, tutto poetico e interiore, si organizza nella confluenza di elementi organici e minerali. Ma sono, anche tele inquietanti. Percorse come da un brivido costante, da un allarme sospeso e indefinito, suggeriscono con grande efficacia stati d'animo, presenze psicologiche attuali e straordinariamente vivide.(...)
Giorgio Seveso, Milano - 1980
(...) L'ordine dialettico, nel pittore, e la sua intelligenza turbata sottendono il candore perverso della vita e, insieme, l'abbandono e una consolazione sfiorata senza sussulti. L'opera di Daniele Oppi è celebrazione di una salute spirituale faticosamente conquistata. Non s'imparrucca mai in lezione. Schiva le etichette come la volpe le trappole.(...)
Luciano Prada - 1988
(..) Vi si sente dentro, vi sento, lo stesso attivo silenzio dell'“anima” di un complicato “elaboratore” elettronico: dal quale, appunto, attendiamo che possa rispondere a una nostra domanda sospesa, che ci induca, per vie sempre diverse, a esiti non forse supposti, ma possibili. Ignota latebat: l'ignoto era soltanto nascosto, secondo l'espressione emblematica di Giovan Battista Vico.(...)
Mario Spinella - 1990
(...) Personalità inquieta, del tutto aliena alle influenze delle mode, dall'esperienza umana ed intellettuale di molteplici curiosità, oltre che pittore è operatore culturale nel campo delle comunicazioni di massa e promotore di iniziative sui rapporti fra politica e cultura. Oppi ricorda sotto certi aspetti l'irriducibilità di altri artisti, il poeta Emilio Villa e il narratore Guido Seborga. (...)
Franco Floreanini - 1993
(...) L'apparente configurazione astratta è in realtà la rappresentazione pittorica di un'ingarbugliata complessità discorsiva formulata in un personalissimo codice simbolico che solo l'artista possiede compiutamente, ma di cui ognuno può liberamente disporre in modo altrettanto personale.
Pinuccio Castoldi - agosto 1997
(...) Oppi, che sa nascondere bene le radici “antiche”, tiene in accorto equilibrio queste sue doti, o “virtù”, che lo rendono solidamente “pragmatico” agli occhi di certi colleghi senz'arte né parte, e altrettanto felicemente “idealista” sul piano professionale e delle cosiddette committenze. (...)
Arturo Colombo - 2000
(...) La mano non si abbandona mai al puro gesto: la rigorosità del disegno conferisce ordine all'associazione di immagini, speculari all'odierno modo di produrre e consumare, il colore non è mai fluttuante o a macchie. Surrealismo che lo differenzia per rigore formale dagli artisti d'oltralpe, con un sapore di classicità così estranea all'omologazione dell'arte contemporanea “ufficiale”. (...)
Franco Floreanini -2005
(...) la formula stilistica è permeata delle emozionanti -ed emozionate- esperienze proprie delle scuole che si sono succedute nell'arco dell'ultimo secolo; una formula la quale va oltre ogni definizione di tipo narrativo. E qui interviene la passione per una ricerca stilistica ricca di variazioni dinamiche, seguendo la quale nel percorso degli anni ci rendiamo conto di quanto l'artista sia in grado di modificare via via la propria fisionomia espressiva, pur rimanendo sempre se stesso. (...)
Rossana Bossaglia - 2006
(...) Daniele Oppi è un esponente di spicco di quella fitta e solida trama dell'arte italiana del secondo dopoguerra di cui dovremmo essere più consapevoli e orgogliosi (...)
Philippe Daverio - 2016 - Estratto dalla commemorazione per il decennale dalla scomparsa di Daniele Oppi alla Società Umanitaria di Milano.

## Fonti
- Franco Manzoni, "Daniele Oppi, l'artista-pubblicitario che inventò il nome della Lambretta" (Corriere della Sera, 7 marzo 2006)
- "Daniele Oppi" (exibart on paper n. 29, marzo-aprile 2006)
- Franco Floreanini, "Daniele Oppi artista ex lege" (Arte Incontro in Libreria, trimestrale edito dalla Libreria Bocca n. 54, luglio-settembre 2006)
- "Daniele Oppi", Capricorn Gallery (Ed. Capricorn Gallery, 1970 - New York, N.Y.)
- "Daniele Oppi: Exhibition: March 18-April 5, 1969" (Ed. Caravan House Gallery, New York, 1969)
- Arturo Colombo, "L'arte vuole irrealtà visibili" in "Daniele Oppi: nel segno dei chiostri; rassegna di opere dal 1949 al 2000" (Ed. Società Umanitaria, 2000)
- Casimiro de Mendoza, "Cidades e Monstros de um pintor italiano" (Folha de la tarda, 1970)
- Quirino da Silva, "Artes plàsticas" (Diario de S. Paulo, 5 giugno 1970)
- W. D. Allen (Arts Magazine, 1969 - New York)
- W. D. Allen (Arts Magazine, 1978 - New York)
- Dorothy Hall (Park East, 1978 - New York)
- Giorgio Seveso in "D'Ars" (1980)
- Curzia Ferrari (sul settimanale "La fiera letteraria", 1971)
- Anna Piovesan "Lingue perdute (e parole ritrovate)" (2007, Sovera Edizioni)
- Dino Villani (su "Parliamoci", 1971)
- Francesco Vincitorio (su "NAC", 1971)
- Francesco Oppi, "La Comune del Guado" (intervista per "Memoriafertile", ARCI, 2007)
- Loris Mari, "Se n'è andato l'uomo del Guado" (Città Oggi, 2 marzo 2006)
- Aldo Falivena, "Padri e figli" (documentario RAI, novembre 1972)
- Carla Curina Cucchi, "Abitare in una comune" (su "Milano Casa", 1974 - foto di Cesare Colombo)
- Vincenzo Giudice, "Commemorazione Ufficiale del Presidente del Consiglio Comunale di Milano" (Palazzo Marino, Milano, 27 febbraio 2006)
- Giovanni Chiodini, "La grande lezione di un artista dallo spirito libero" (Il Giorno, 16 aprile 2006)
- Nicola Dante Basile, "La Gomma del ponte spinge il Gruppo Perfetti al terzo posto nel mondo" (Il Sole 24 Ore, 1º maggio 2008)